# Гавурин, Марк Константинович
Марк Константи́нович (Мордух Калманович) Гаву́рин (16 ноября 1911, Мир Гродненской области — 11 апреля 1992) — советский математик, доктор физико-математических наук (1964), специалист в области дифференциального и интегрального исчисления.

## Биография
Родился 16 ноября 1911 г. в местечке Мир недалеко от Барановичей.
В 16-летнем возрасте переехал в Ленинград, работал в травильном цехе Монетного Двора.
В 1931 г. поступил на математико-механический факультет Ленинградского университета, после окончания которого (1936) работал там же: аспирант, ассистент кафедры математического анализа.
В 1940 году защитил кандидатскую диссертацию «К построению дифференциального и интегрального исчисления в пространствах Банаха». В 1940 г. совместно с Л. В. Канторовичем поставил и изучил транспортную задачу в матричной и сетевой постановках, для решения задачи ими был предложен метод потенциалов в статье «Применение математических методов в вопросах анализа грузопотоков», впервые направленной в печать в декабре 1940 г., но напечатанной в 1949 г.
В 1941—1945 гг. служил в РККА в зенитных войсках в должностях от командира взвода до помощника начальника штаба зенитной дивизии (Калининский, Брянский, 4-й и 3-й Украинский фронты). Демобилизован в звании капитана. Награждён орденом Красной Звезды, медалью «За боевые заслуги».
Вернулся на кафедру математического анализа ЛГУ, доцент. С 1957 года начальник вычислительного центра ЛГУ. С 1960 по 1969 г. заведовал кафедрой вычислительной математики, с 1969 по 1980 г. — кафедрой исследования операций.
Доктор физико-математических наук (1964), профессор (1965). Ученик и близкий друг Л. В. Канторовича.
Также начиная с 1940 года работал научным сотрудником в ЛОМИ АН СССР. Там вместе с В. Н. Фаддеевой в 1950-е годы руководил расчетом таблиц функций Бесселя.
Похоронен на Серафимовском кладбище Санкт-Петербурга.

## Сочинения
- Канторович Л. В., Гавурин М. К. Применение математических методов в вопросах анализа грузопотоков // Проблемы повышения эффективности работы транспорта. — М.; Л.: Изд-во АН СССР, 1949. — С. 110—138.
- Фаддеева В. Н., Гавурин М. К. Таблицы функций Бесселя целых номеров от 0 до 120. — Гос. изд-во технико-теорет. лит-ры, 1950—439 с.
- Лекции по методам вычислений. Марк Константинович Гавурин. — Наука, 1971—248 с.
- Канторович Л. В., Гавурин М. К. Математика и экономика — взаимопроникновение наук // Вестник ЛГУ. — 1977. № 13. Математика. Механика. Астрономия, вып. 3. — С. 31-38.
- Марк Константинович Гавурин, Василий Николаевич Малоземов Экстремальные задачи с линейными ограничениями: учебное пособие. — Изд-во Ленинградского университета, 1984—175 с.